# 华楼宫
华楼宫又名万寿宫，是位于山东省青岛市崂山区北宅街道蓝家庄西、崂山西行支脉华楼峰的一处宫观。第七批全国重点文物保护单位崂山道教建筑群中的11座建筑之一。
元朝泰定二年（1325年），创建。明朝天顺年间，重修，清朝康熙年间，再度重修。1956年，青岛市人民政府拨款修缮。文化大革命中，华楼宫神像、供器、经卷、文物、庙碑全部被毁，崂山林场占用房屋。1982年，列为青岛市级重点文物保护单位。2000年至2001年，重修。
华楼宫现有建筑占地2000平方米，建筑面积278平方米。为长方形庭院，大门朝东，东为老君殿，中为玉皇殿，西为关帝殿，另有十余间道舍。华楼宫宫内外石刻为崂山庙宇之首，多数是元、明、清三代题刻。有30多处出于丘处机、刘志坚之手。